# Jang Ji-Won
Jang Ji-Won (30 de agosto de 1979) es una deportista surcoreana que compitió en taekwondo.
Participó en los Juegos Olímpicos de Atenas 2004, obteniendo una medalla de oro en la categoría de –57 kg. Ganó una medalla de oro en el Campeonato Mundial de Taekwondo de 2001, y una medalla de oro en el Campeonato Asiático de Taekwondo de 2000.

## Palmarés internacional
| Juegos Olímpicos    | Juegos Olímpicos     | Juegos Olímpicos | Juegos Olímpicos |
| Año                 | Lugar                | Medalla          | Categoría        |
| ------------------- | -------------------- | ---------------- | ---------------- |
| 2004                | Atenas (Grecia)      | Medalla de oro   | –57 kg           |
| Campeonato Mundial  |                      |                  |                  |
| Año                 | Lugar                | Medalla          | Categoría        |
| 2001                | Jeju (Corea del Sur) | Medalla de oro   | –59 kg           |
| Campeonato Asiático |                      |                  |                  |
| Año                 | Lugar                | Medalla          | Categoría        |
| 2000                | Hong Kong (China)    | Medalla de oro   | –59 kg           |